# Flames (bài hát)
"Flames" là một bài hát của DJ và nhà sản xuất thu âm người Pháp David Guetta và ca sĩ kiêm sáng tác nhạc người Úc Sia, phát hành vào ngày 22 tháng 3 năm 2018.
Bộ đôi trước đó đã từng hợp tác với nhau trong các bài hát "Titanium", "She Wolf (Falling to Pieces)", "Bang My Head", "The Whisperer" và "Helium". Trong một buổi họp báo, Guetta đã kể về lịch sự hợp tác của bộ đôi và niềm thích thú của ông khi có triển vọng sẽ được quay trở lại phòng thu âm với cô. "'Titanium' vẫn là một bài hát mà tôi tự hào nhất và Sia là một trong những nghệ sĩ mà tôi muốn hợp tác cùng. Cô ấy là một người viết bài hát xuất sắc và có một chất giọng tuyệt vời. Tôi cực kỳ thích thú khi chúng tôi sắp phát hành thêm một bài hát cùng nhau."

## Sáng tác
Bài hát được trình bày ở khóa Fa thứ với một nhịp độ là 94 nhịp một phút ở nhịp common time. Phần điệp khúc của bài hát gồm một chùm hợp âm Cm–E♭–Fm–D♭. Giọng hát của Sia kéo dài theo quãng âm từ B♭3 đến C5.

## Tiếp nhận
Roisin O'Connor từ tờ The Independent nói rằng: "Bài hát là một Sia cổ điển, với chất giọng tuyệt vời của cô và một phần điệp khúc to lớn, đầy xúc cảm; nó là một bài hát tuyệt vời giúp nâng cao tâm hồn nhưng không quá sôi nổi, thể hiện sự trưởng thành mà Sia đã mang lại cho Guetta trong mấy ca khúc trước đó, cùng với tài năng tạo ra một phần beat dễ gây lan truyền của anh ấy." Dean Chalkley từ trang web edm.com nói rằng: "Lại một lần nữa, Guetta đã trưng bày kỹ năng của anh ấy trong việc cung cấp một bản nhạc lai giữa hai dòng nhạc pop và house sẵn sáng để thống trị các đài phát thanh trên toàn thế giới, tạo ra một nền tảng hoàn hảo cho chất giọng độc đáo và mạnh mẽ nhưng rất rõ ràng của Sia. Với một nhịp độ chậm hơn chút nữa, một bản ballad pop mới chỉ là thứ mà một người nào đó có thể trông chờ vào bộ đôi."

## Xếp hạng
| Bảng xếp hạng (2018)                          | Vị trí cao nhất |
| --------------------------------------------- | --------------- |
| Argentina Anglo (Monitor Latino)              | 14              |
| Úc (ARIA)                                     | 74              |
| Áo (Ö3 Austria Top 40)                        | 14              |
| Bỉ (Ultratop 50 Flanders)                     | 41              |
| Bỉ (Ultratop 50 Wallonia)                     | 32              |
| Canada (Canadian Hot 100)                     | 66              |
| Cộng hòa Séc (Singles Digitál Top 100)        | 43              |
| Phần Lan (Suomen virallinen lista)            | 15              |
| Pháp (SNEP)                                   | 2               |
| Đức (GfK)                                     | 9               |
| Hungary (Single Top 40)                       | 4               |
| Hungary (Stream Top 40)                       | 28              |
| Ireland (IRMA)                                | 55              |
| Ý (FIMI)                                      | 36              |
| Latvia (Latvijas Top 40)                      | 40              |
| Luxembourg Digital Songs (Billboard)          | 1               |
| Hà Lan (Dutch Top 40)                         | 14              |
| Hà Lan (Single Top 100)                       | 35              |
| New Zealand Heatseekers (RMNZ)                | 3               |
| Na Uy (VG-lista)                              | 1               |
| Ba Lan (Polish Airplay Top 100)               | 22              |
| Bồ Đào Nha (ATP)                              | 68              |
| Scotland (OCC)                                | 17              |
| Slovakia (Rádio Top 100)                      | 36              |
| Slovakia (Singles Digitál Top 100)            | 54              |
| Thụy Điển (Sverigetopplistan)                 | 23              |
| Thụy Sĩ (Schweizer Hitparade)                 | 10              |
| Anh Quốc (OCC)                                | 33              |
| Hoa Kỳ Hot Dance/Electronic Songs (Billboard) | 9               |